# Loricariichthys melanurus
Parotocinclus kwarup — вид сомоподібних риб з родини лорікарієвих (Loricariidae). Описаний у 2021 році.

## Розповсюдження
Ендемік Бразилії. Поширений у двох суміжних, але незалежних, прибережних річках Ітабапоана та Ітапемірім у штаті Еспіриту-Санту на південному сході країни.